# Pestalozzipark (Halle)

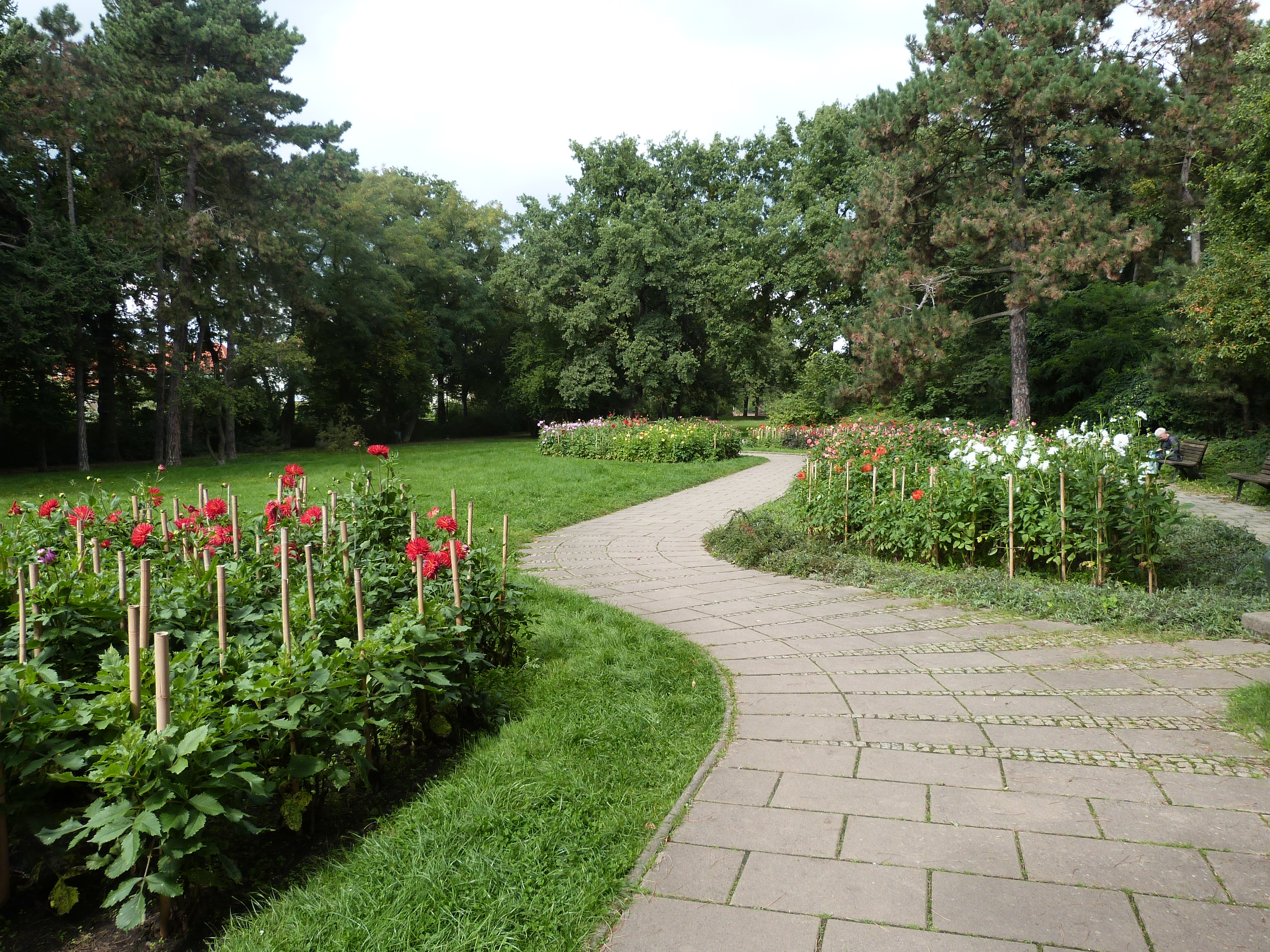
Dahliengarten im Pestalozzipark

Der 13,5 Hektar große Pestalozzipark im Stadtteil Gesundbrunnen in Halle (Saale), Sachsen-Anhalt, dient der Erholung und stellt eine Verbindung zum angrenzenden Stadtteil Südstadt dar. Der Park hat eine Länge von 850 Metern und eine durchschnittliche Breite von 60 Metern.

## Entstehung
Der Park wurde 1926–1931 vom Gartenarchitekt Franz Mengel im Zusammenhang mit dem Bau der Gartenvorstadt Gesundbrunnen geschaffen. In den 1970er Jahren und im Jahr 2001 wurde der Park in Richtung Südstadt erweitert. Dabei wurden ein Naturlehrpfad, eine weitere Hundewiese und zahlreiche Wegverbindungen angelegt.

## Nutzung
Der Park dient hauptsächlich der Erholung und zugleich als Treffpunkt der Jugend. Ausgewiesene Flächen wurden von der Stadt Halle für die Nutzung als Grillplatz und als Hundewiese freigegeben. Für Kinder und Jugendliche existieren Spielplätze, Bolz-/Streetballplätze und eine Skateboardanlage.

## Veranstaltungen
Jedes Jahr findet das kostenlose Parkfest im Pestalozzipark statt. Finanziert wird es von Sponsoren und Spenden. Die umliegenden Geschäfte beteiligen sich durch das Aufstellen sogenannter Spendenkästchen, wodurch Bürger den Veranstaltern des Parkfestes Unterstützung leisten können. Geboten werden unterschiedliche Aktivitäten für Kinder sowie ein Bühnenprogramm für Erwachsene. Ein abschließendes Feuerwerk beendet das meist zweitägige Fest-Wochenende.

## Lenindenkmal

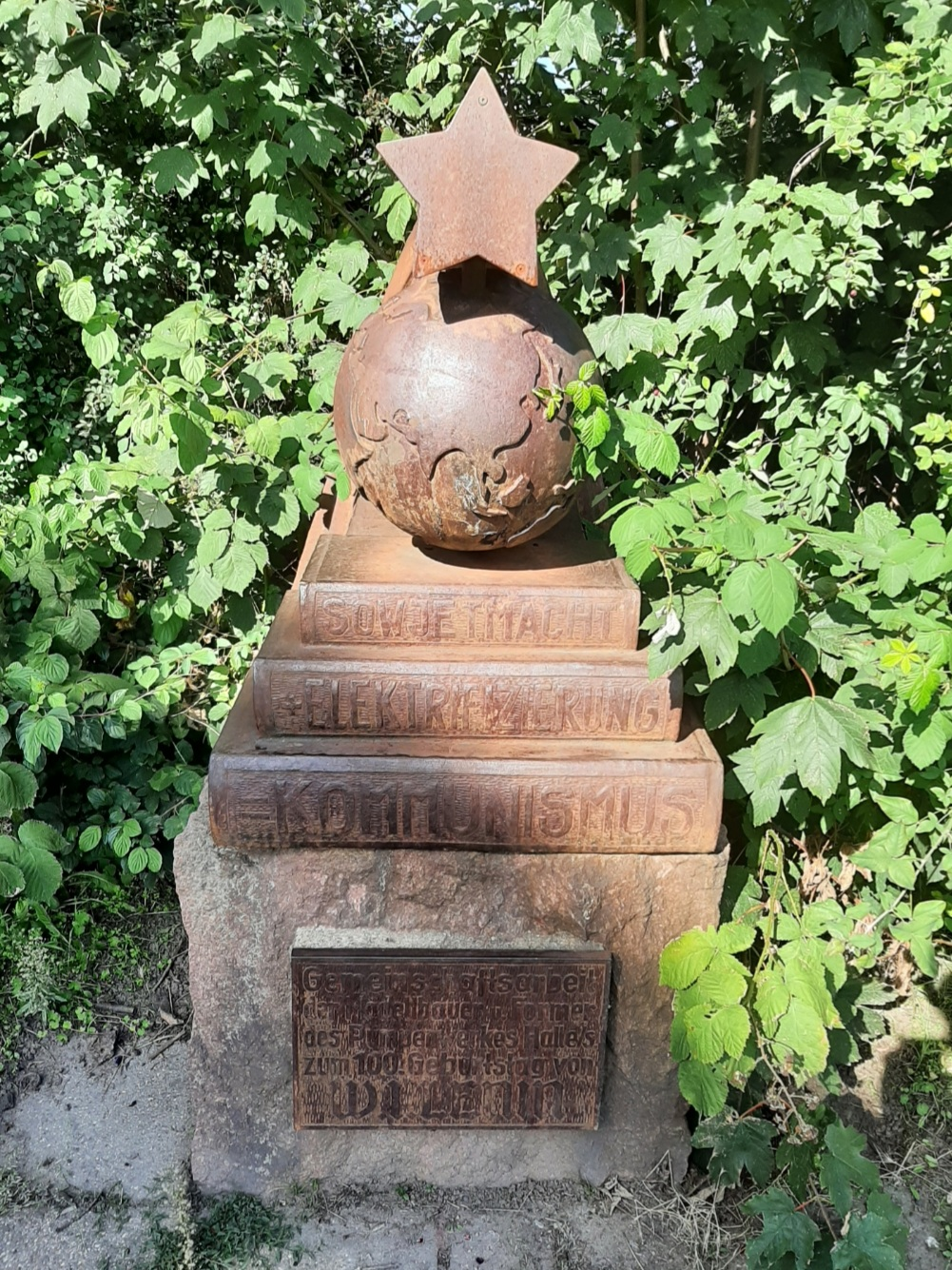
Lenindenkmal

Am Südende des Parks befindet sich ein Denkmal anlässlich des 100. Geburtstages von Wladimir Iljitsch Lenin, welches 1970 enthüllt wurde. Es ist eines der letzten Lenindenkmale auf deutschem Boden, die im öffentlichen Raum frei zugänglich sind. Die Sockelplakette umfasst die Widmung und als Urheber die „Modellbauer u. Former des Pumpenwerkes Halle/S.“ Auf dem gegossenen Denkmal selbst wird mit der Inschrift „Sowjetmacht + Elektrifizierung = Kommunismus“ auf den GOELRO-Plan Bezug genommen.
Auf dem Stern war ein Kopfrelief von Lenin angebracht. Dieses wurde 2018 entwendet. Die Besitzverhältnisse am Denkmal scheinen ungeklärt zu sein.